# Лінський Костянтин Павлович
Лінський Костянтин Павлович (1902 – 11.8.1942) — бандурист.
Народився в ст. Полтавська на Кубані. Учень К. Безщасного. Грав на діатонічній бандурі станичного майстра. Концертував по Кубані в дуеті з дружиною-співачкою, а також у складі капели бандуристів Полтавського педагогічного училища. Виконував найрізноманітніші за стилем і жанром українські народні пісні – побутові, жартівливі, козацькі та історичні.
В 1932 р. висланий в адміністративному порядку на спецпоселення у Свердловську область Були також вислані дружина і син, які невдовзі втекли із заслання. Утік на Кубань і Л. Переховувався в с. Пашада Геленджицького району. Повторно Л. арештували в роки Другої світової війни. Звинувачений за ст. 58-10 п. 2 КК РРФСР. Згідно з постановою Ради Північно-Кавказького фронту розстріляний. Увесь рід Л. по батьківській та материнській лініях винищений більшовиками.